# Миятович, Дуня
Дуня Миятович (босн. Dunja Mijatović) — боснийская правозащитница, специалист по масс-медийному праву. С 2010 года является Представителем ОБСЕ по вопросам свободы СМИ. 24 января 2018 года Дуня Миятович избрана комиссаром Совета Европы по правам человека. 

## Биография
Окончила университет в Сараево в 1987 году, получив степень бакалавра. Впоследствии продолжила образование в Болонском университете и Лондонской школе экономики и политических наук. Завершила учёбу в 2002 году защитой магистерской диссертации «Интернет и свобода слова» (англ. The Internet and Freedom of Expression). Родными языками Дуни Миятович являются боснийский, сербский и хорватский. Она также свободно владеет английским и немецким языками. В настоящее время совершенствует свои знания по французскому и русскому языкам.

## Карьера
Работая в должности директора программного отдела агентства коммуникаций в Боснии и Герцеговине, Дуня Миятович выдвинула свою кандидатуру на пост представителя ОБСЕ по свободе СМИ. На этот пост претендовали шесть кандидатов: основатель Центра экстремальной журналистики, гражданин Грузии Олег Панфилов и бывший министр прессы Михаил Федотов, который по собственному желанию, без согласования с официальными органами России, снял свою кандидатуру. Вокруг кандидатуры Дуни Миятович сложился консенсус как со стороны западных делегаций, так и представителей постсоветского лагеря, и она была назначена на пост 11 марта 2010 года, сменив Миклоша Харасти. 7 марта 2013 года была переизбрана на второй трёхлетний срок. Её деятельность на занимаемом посту неоднократно подвергалась критике. 
24 января 2018 года  Дунья Миятович стала новым комиссаром Совета Европы по правам человека.  За кандидатуру Миятович высказались большинство участников голосования в ходе зимней сессии Парламентской ассамблеи Совета Европы (ПАСЕ) в Страсбурге. На пост омбудсмена СЕ Миятович была избрана во втором туре голосования. Голоса за нее отдали 107 членов ассамблеи.